# Сергієва Балка
Сергієва Ба́лка — село в Україні, у Близнюківській селищній громаді Лозівського району Харківської області. Населення становить 7 осіб. До 2020 орган місцевого самоврядування — Лукашівська сільська рада.

## Географія
Село Сергієва Балка знаходиться в балці Сергієва, по якій протікає пересихаючий струмок Сергієва. Струмок через 3 км впадає в річку Опалиха, вище за течією на струмку зроблена велика загата (~ 28 га). За 5 км знаходиться село Лукашівка.

## Історія
- 1956 - дата заснування.
- 12 червня 2020 року, відповідно до Розпорядження Кабінету Міністрів України № 725-р «Про визначення адміністративних центрів та затвердження територій територіальних громад Харківської області», увійшло до складу Близнюківської селищної громади.[1]
- 19 липня 2020 року, в результаті адміністративно-територіальної реформи та ліквідації Близнюківського району, увійшло до складу Лозівського району Харківської області.[2]

## Економіка
- В селі є кілька молочно-товарних і птахо-товарна ферми.